# Орден Заслуг герцога Петра-Фрідріха-Людвіга
Орден Заслуг герцога Петра-Фрідріха-Людвіга (нім. Oldenburgischer Haus- und Verdienstorden des Herzogs Peter Friedrich Ludwig) — династичний орден Великого герцогства Ольденбург, заснований 27 листопада 1838 року як нагорода за військові і цивільні заслуги.

## Ступені ордена
Орден мав 5 ступенів:
- великий хрест:
  - із золотою короною,
  - без корони;
- великий командорський хрест;
- командорський хрест;
- офіцерський хрест;
- лицарський хрест:
  - I класу,
  - II класу.

## Історія
Орден був заснований великим герцогом Августом, в пам'ять двадцятип'ятиріччя сходження на престол великого герцогства його батька Петра Фрідріха Людвіга. Орден вручався з 1838 по 1918 рік. Нагородження припинилися після складання повноважень останнього великого герцога.
Спочатку Кавалерами Ордена могли бути тільки громадяни Ольденбурга. При цьому число кавалерів Ордена було обмежено:
- 4 Кавалера Великого Хреста (не рахуючи принців),
- 4 Кавалера Великого Командорського хреста,
- 8 Кавалерів Командорського Хреста,
- 24 Кавалера Лицарського хреста.

До цього числа не входили випадки нагородження за військові заслуги. Принци Ольденбурзького дому були Кавалерами Великого Хреста із Золотою короною. Найстарші кавалери (старшинство за датою нагородження) отримували щорічні пенсії в залежності від класу орденського знака. Після смерті нагородженого або в разі нагородження більш високим ступенем Ордена, орденський знак повертався в Капітул Ордену.

## Опис ордена
Золотий лапчастий хрест, покритий білою емаллю із золотою окантовкою з лицьового та зворотного боків. На блакитному медальйоні зображена монограма Петра Фрідріха Людвіга «PFL» під герцогською короною. На червоному обідку зображений девіз ордена: «EIN GOTT, EIN RECHT, EINE WAHRHEIT» («Один Бог, одне право, одна істина»). На зворотному боці в центрі зображений герб великого герцогства. На кінцях хреста зазначені дати:
- «17 Jan: 1755» — народження великого герцога;
- «6 Juli: 1785» — вступ на престол;
- «21 Mai: 1829» — рік смерті;
- «27 Nov: 1838» — заснування ордена.

Знак Великого хреста ордена носився на стрічці через праве плече або на ланцюгу. Командорські знаки носилися на шиї, інші — на лівій стороні грудей. Кавалери Великого хреста і великого Командорський хрест носили на грудях зірку, прикрашену таким же медальйоном, як і на знак ордена.
Стрічка ордена синя з двома червоними смужками по краях.

## Галерея

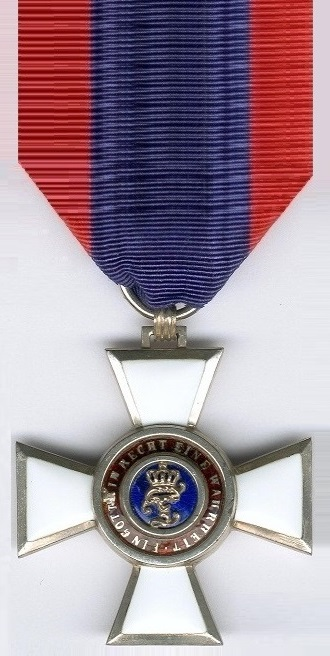
Лицарський хрест 2-го класу.
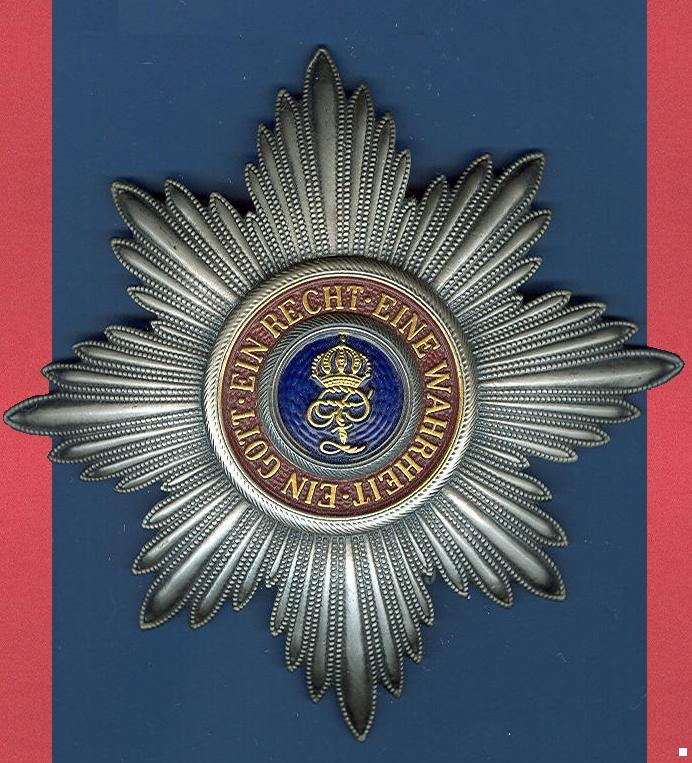
Зірка Великого хреста.
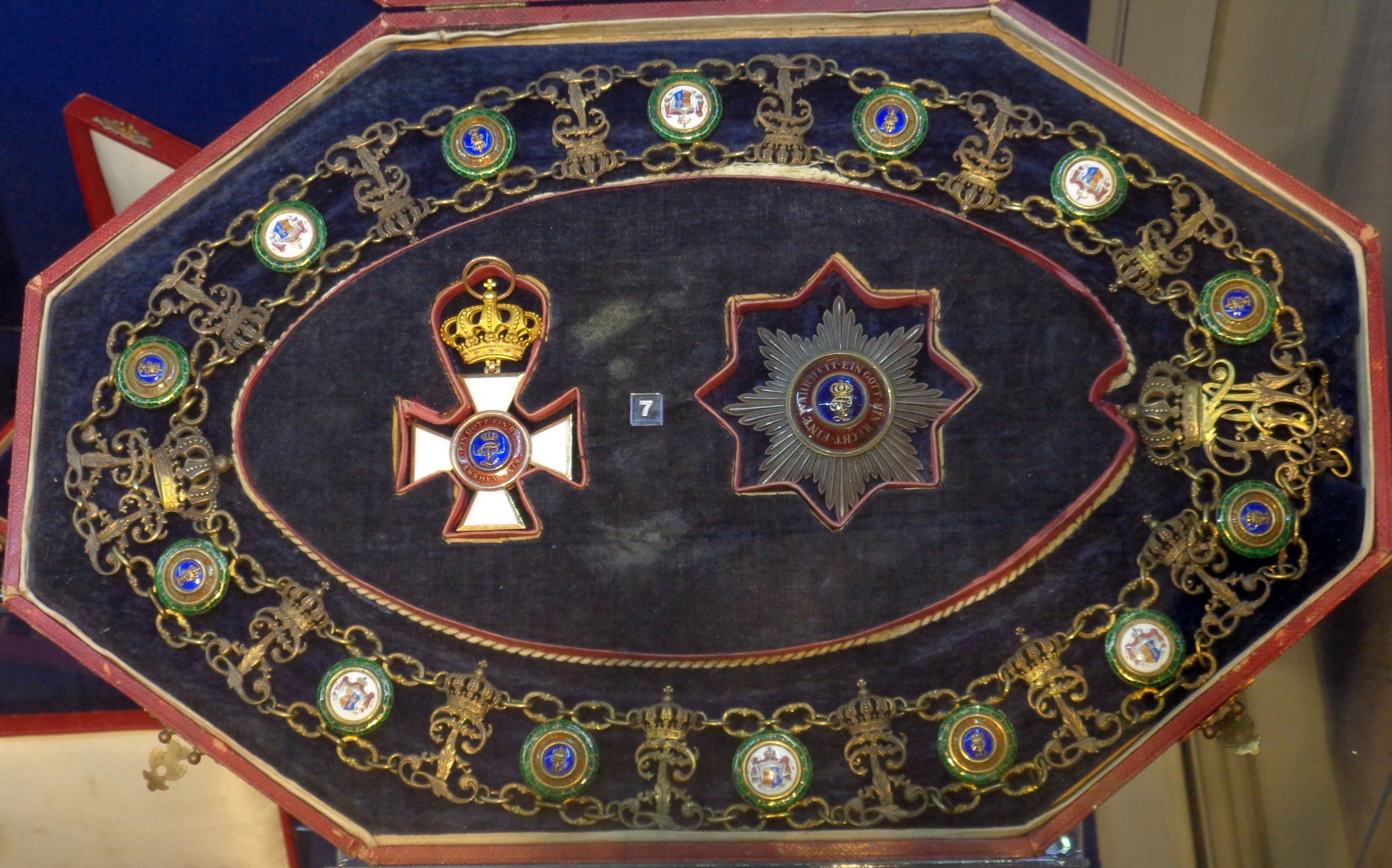
Великий хрест з ланцюгом і зіркою (Таллінський музей орденів).
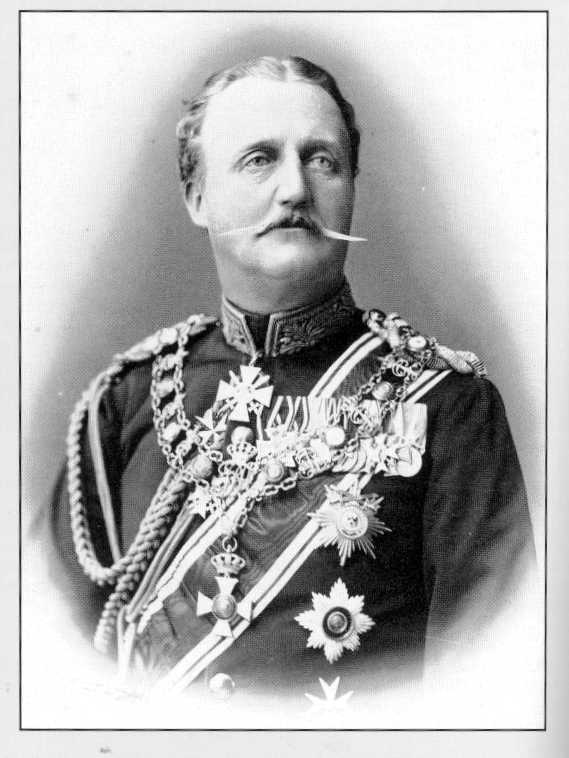
Князь Георг Альберт фон Шварцбург-Рудольштадт з великим хрестом на ланцюгу і зіркою (друга згори).